# Джавара
Джавара (пушту. «Волчья яма») — базовый район афганской оппозиции в период Афганской войны (1979—1989) вооружённого формирования «юго-восточной объединённой группировки» «Исламской партии Афганистана Юнуса Халеса» в составе Союза афганских моджахедов «Пешаварской семёрки».

## История
Для доставки иностранной военной помощи формированиям оппозиции в рамках секретной операции ЦРУ США «Циклон» по территории Афганистана необходимо было наладить систему тыла: оборудовать в приграничье с Пакистаном и Ираном — на караванных путях перевалочные базы.
Пришедший с сопредельных территорий арсенал требовалось разгрузить на складах перевалочных баз и какое-то время хранить.
Оттуда груз направлялся на перевалочные пункты в глубине афганской территории.
База «Джавара» выполняла ключевую роль в партизанской борьбе афганской оппозиции на юго-востоке республики Афганистан — зоне ответственности «юго-восточной группировки», находившейся под командованием полевого командира Джалалуддин Хаккани из-за своего рельефа и близости к границе.
Располагалась она в труднодоступном горном районе в зоне афгано—пакистанской границы — провинции Хост в Афганистане.

Управлялась полевым командиром Джалалуддином Хаккани.
Из воспоминаний начальника оперативной группы Генерального штаба Минобороны СССР в Афганистане — генерала армии В. И. Варенникова:

«В период моего пребывания в Афганистане был проведён целый ряд интересных и сложных операций. Конечно, операция операции — рознь. Одни не оставили никаких воспоминаний. Другие же никогда не поблекнут. Для меня особо памятны операции в Кунарском ущелье, при штурме базы Джавара, на Парачинарском выступе, районе Кундуза, западнее Герата до базы Кокари — Шаршари на иранской границе в горном массиве Луркох, в районе Лашкаргаха, в провинции Кандагар и непосредственно за Кандагаром».— из воспоминаний генерала армии В. И. Варенникова
— Строительство «Джавары» было начато до Саурской революции апреля 1978 года для борьбы с Правительством Мохаммада Дауда (Дауд-хана) и продолжалось несколько лет.
— Аналогом «Джавары» на иранской границе была база «Кокари-Шаршари».

## База «Джавара»
«Джавара» — приграничный с Пакистаном крупнейший перевалочный и значительный по территории долговременный опорный пункт —
(фортификационный комплекс) с мощными оборонительными коммуникациями из защитных сооружений и укреплений, организованных по единому плану управления (взаимодействия) системой огня. Состоял из множества галерей и укрытий, складских и жилых помещений госпиталь, казарма, бункер штаба.

— Жизнедеятельность укрепрайона поддерживалась резервными и альтернативными источниками энергии. Был оборудован системой автономного водоснабжения артезианской скважиной. Наличием стационарного медицинского учреждения.

Горный рельеф способствовал хранению в складках и пещерах «Джавары» крупный арсенал.
— Безопасность и охрану базы, обладающей различными видами средств противовоздушной обороны (ПВО) осуществлял отряд полевого командира Джалалуддина Хаккани, в качестве вспомогательных сил привлекались обитавшие в регионе пуштуны племени Джадран.

— Через «Джавару» проходило до 20% от общего объёма иностранной помощи: вооружения и боеприпасов, продовольствия, снаряжения из Пакистана,
— Одновременно, крупный стратегический объект пропагандистского значения — площадка вещания журналистов из сочувствующих афганской оппозиции — государств Западной Европы, США, стран арабского и исламского мира.
 
— Один из трёх наиболее крупных базовых районов афганских моджахедов периода Афганской войны (1979—1989), таких как: «Тора-Бора» и «Кокари-Шаршари» — на Иранской границе.

## Овладение «Джаварой»
Боевые действия апреля 1986 года по захвату «Джавары» стали повторением осенней военной кампании афганских правительственных сил под командованием генерала Шахнаваза Таная, безуспешно осаждавших цитадель 42 дня. К повторной — весенней операции было привлечено до 6 тысяч военнослужащих.

— В ходе операции — первые группы воздушного тактического десанта армии ДРА по ошибке высадился на территории Пакистана, в результате чего понёс значительные потери — из 80 бойцов к своим пробились только 17. Развивая успех, мятежники продолжили блокирование продвижения войск с горы Даригар.
— Вторые группы десанта силой до 2-х батальонов, также понесли существенные потери, поскольку высаживались буквально на огневые точки мятежников на высотах; 1600; 1900; 2180 метров.
После нанесения ракетно-бомбовых ударов по району на взятие высоты бросили полк Михаила Караева.

«Про штурм Измаила знают, кажется, все. Кое-что слышали и про «линию Мажино». Эти укрепления считались неприступными. Допустимо ли сравнивать их с базой Джавара? Но то, что сама база и оборона вокруг неё построены по последнему слову науки и техники и считались западными, да и восточными спецами неприступными — это неоспоримый факт».— из воспоминаний генерала армии Варенникова В.И.
Успех операции обеспечил внезапный манёвр — афганская армия атаковала мятежников без артиллерийской подготовки.

— 19 апреля 1986 года «Джавара» пала, довести до полной ликвидации твердыни не удалось, и вскоре «база» снова начала функционировать.

## Иностранная литература
- A NATION CHALLENGED: CAVES AND TUNNELS: «A NATION CHALLENGED: CAVES AND TUNNELS; Heavily Fortified 'Ant Farms' Deter bin Laden's Pursuers» By Michael Wines Nov. 26, 2001